# Route nationale 638
Pour les articles homonymes, voir Route 638.
La route nationale 638 ou RN 638 était une route nationale française reliant Bagnères-de-Bigorre à Montréjeau. À la suite de la réforme de 1972, elle a été déclassée en RD 938 dans les Hautes-Pyrénées et en RD 638 dans la Haute-Garonne.

## Ancien tracé de Bagnères-de-Bigorre à Montréjeau (D 938 & D 638)
- Bagnères-de-Bigorre
- Mauvezin
- Capvern
- La Barthe-de-Neste
- Escala
- Anères
- Saint-Laurent-de-Neste
- Saint-Paul
- Montréjeau